# 埃里克松陨击坑
埃里克松陨击坑(Ejriksson)是火星门农尼亚区的一座撞击坑，中心坐标位于南纬19.4度、西经173.9度处，直径49公里，其名称取自北欧维京（诺斯人）探险者莱夫·埃里克松（约970年-1020年），1967年，被国际天文联合会批准接受。。 

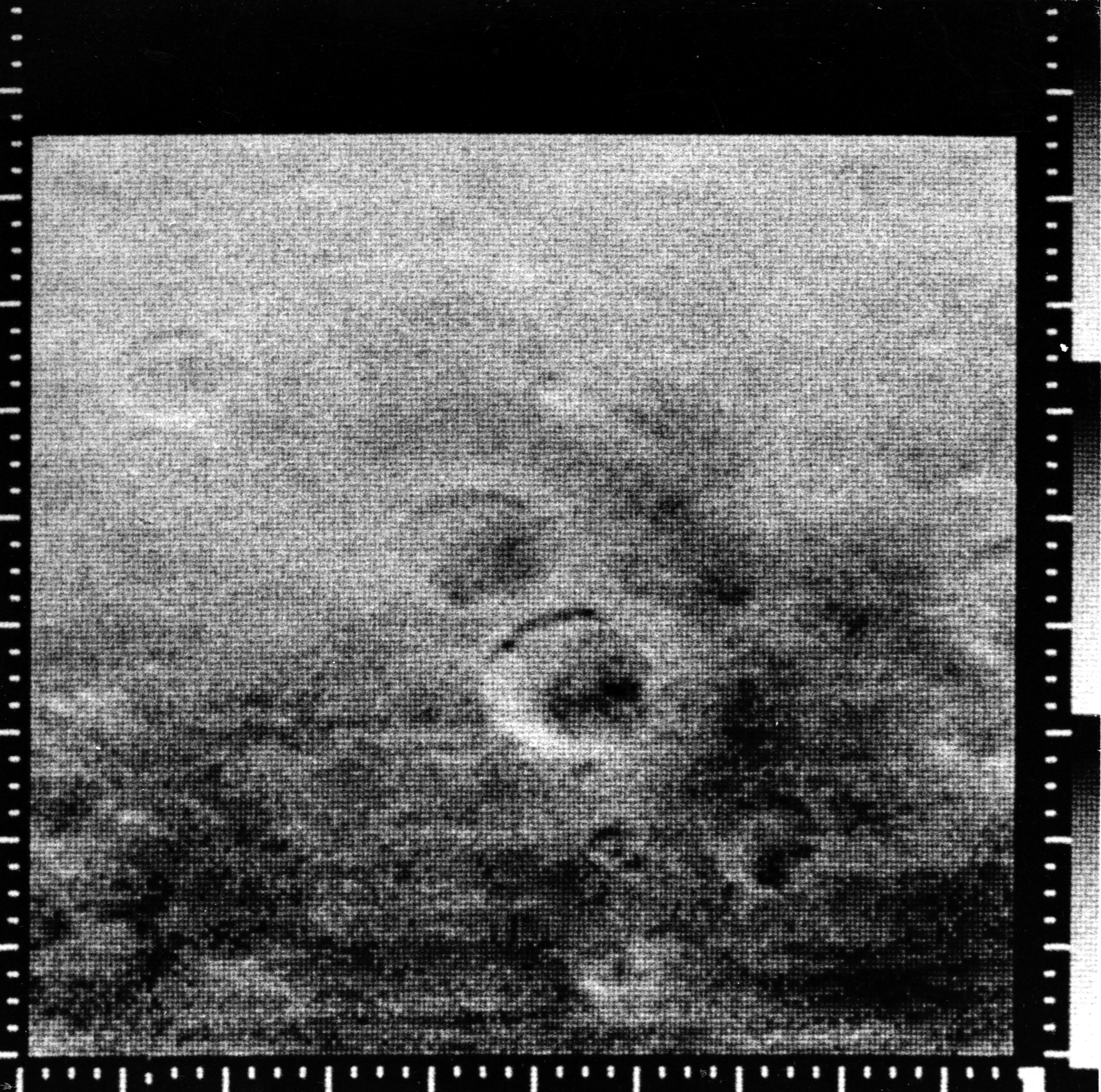
1965年由水手4号拍摄，埃里克松陨击坑位于中间带有一条宽黑斑。
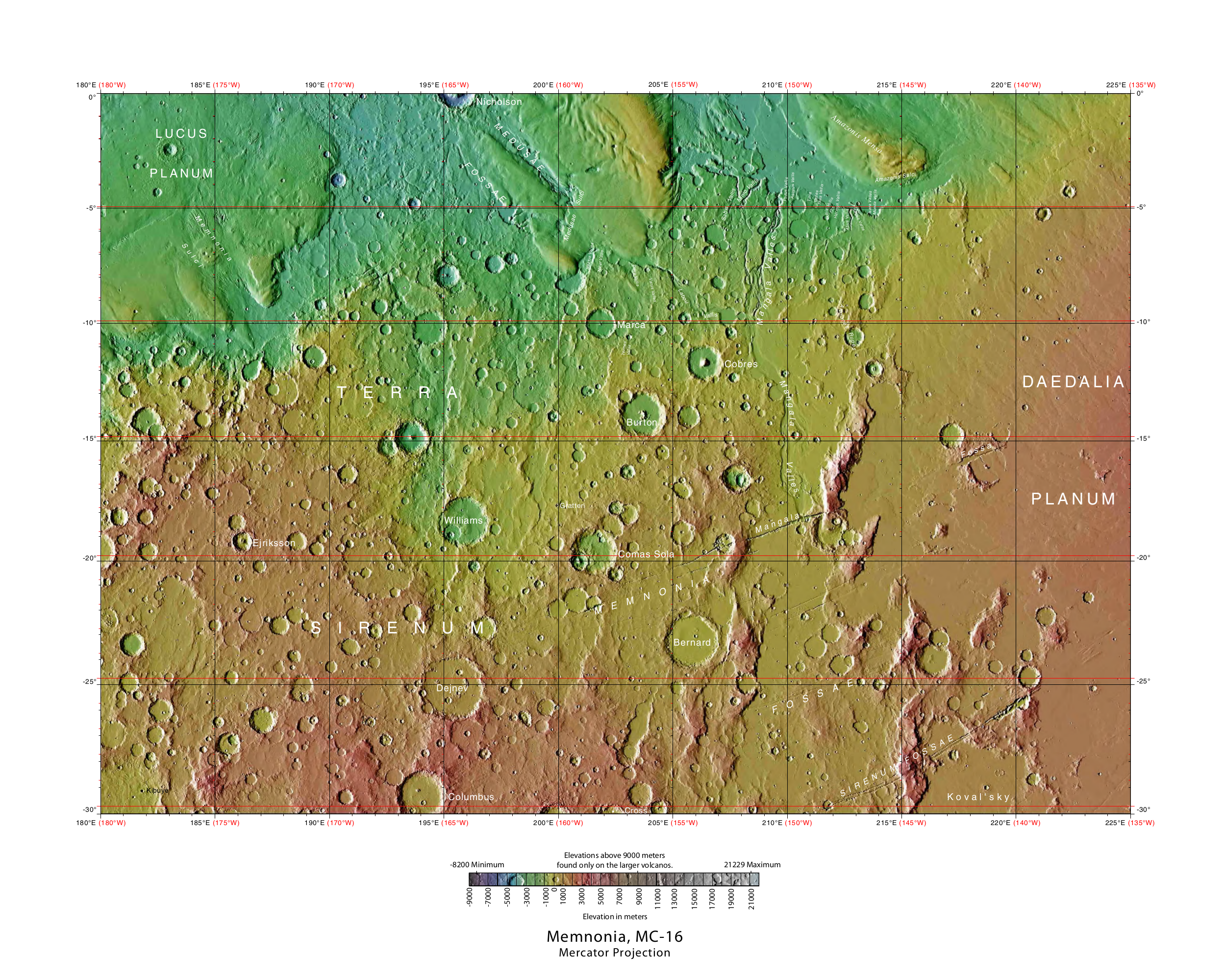
显示门农尼亚区埃里克松陨击坑及附近其他陨坑相对位置的地图。

## 另请查看
- 火星撞击坑